# Rampa (mal)
La rampa és la sensació de dolor causada per un espasme muscular involuntari; només en uns pocs casos és de gravetat. Pot ser a causa d'una insuficient oxigenació dels músculs o per la pèrdua de líquids i sals minerals com a conseqüència d'un esforç prolongat, de moviments bruscs o del fred. L'enverinament o certes malalties també poden causar rampes, particularment a l'estómac. També es pot definir la rampa com una contracció sobtada i dolorosa d'un múscul o d'un grup d'aquests.

## Causes de les rampes
És difícil conèixer amb exactitud la causa que provoca les rampes, encara que, entre els possibles factors, destaquen els següents:
- Dèficit d'alguns minerals (sodi –primers símptomes d'hiponatrèmia–, potassi, calci, magnesi), si la rampa apareix en situacions de calor intensa o quan es du a terme exercici prolongat amb sudoració abundant.
- Fatiga muscular causada o afavorida pel dèficit o l'excés d'entrenament, la deshidratació i els esforços prolongats o de gran intensitat.
- Manca d'entrenament.
- Escalfament insuficient, cosa que fa que les condicions amb què es desenvolupa l'exercici no siguin les òptimes: més viscositat intramuscular, menys temperatura, menys aportació sanguínia...
- Gest tècnic defectuós, amb el qual es disminueix l'eficàcia de la contracció muscular i cal més esforç muscular del que seria necessari si s'apliqués el gest tècnic correcte.
- Desequilibris musculars quan es treballa excessivament una determinada zona -grup agonista- i es deixa pràcticament inactiu un altre grup muscular -grup antagonista.
- Exercici de característiques anaeròbiques o de gran intensitat, que origina l'esgotament d'algunes substàncies energètiques i, en conseqüència, l'augment de l'àcid làctic i altres modificacions que afavoreixen l'aparició de rampes.

## Diagnòstic diferencial
Les causes de les rampes inclouen hiperflexió, hipòxia, exposició a grans canvis de temperatura, deshidratació o sal en sang baixa. Els rampes musculars també poden ser un símptoma o una complicació de l'embaràs; malaltia de ronyó; malaltia de la tiroide; hipopotassèmia, hipomagnesèmia o hipocalcèmia (com a trastorns); síndrome de les cames inquietes; varius; i esclerosi múltiple.
Ja l'any 1965, els investigadors van observar que les rampes a les cames i la síndrome de cames inquietes poden ser el resultat d'un excés d'insulina, de vegades anomenada hiperinsulinèmia.

## Tractament i prevenció
En la fase aguda cal estirar el múscul contret i fer un massatge suau. Posteriorment es poden fer moviments amplis fins a assegurar la superació d'episodi.
Ajuden a evitar les rampes la rehidratació contínua i l'entrenament adequat, progressiu i continuat. També cal recordar fer l'escalfament previ a qualsevol activitat esportiva i millorar la tècnica i els desequilibris musculars.

## Diferència respecte a les contractures
Es pot caure en l'error de confondre les contractures amb les rampes. De fet, tenen algunes coses en comú. Totes dues apareixen de manera involuntària, poden afectar un múscul en concret i solen produir-se per sobrecàrrega o cansament muscular.
Les principals diferències són que la instauració del dolor es produeix, en les contractures, de manera progressiva. A més, la desaparició d'aquest dolor no és espontània, com succeeix en el cas de les rampes. En la contractura, el múscul es nota com un cordó endurit i, tot i patir-la, ens permet continuar l'activitat esportiva.